# فاطمة بنت محمد بن عبد الوهاب
فاطمة بنت محمد بن عبد الوهاب، داعية وعالمة دين وعلوم شرعية، أخذت العلم عن ابيها الشيخ محمد بن عبدالوهاب، وإحدى النساء اللاتي كان لهن دوراً كبيراً في شبه الجزيرة العربية.

## نشأتها
- ولدت في أوائل القرن الثالث عشر الهجري
- أتجهت إلى طلب العلم، حيث سارت على نهج والدها الشيخ محمد بن عبدالوهاب الذي غرس في ابنائه التحصيل العلمي، وقد كانت تُدرس الرجال والنساء، وأما الرجال كان تدريسها لهم بواسطة سترة تحول بينها وبينهم
- شهدت فاطمة سقوط الدولة السعودية الأولى بحصار الدرعية وتدميرها سنة 1233هـ/1818م على يد إبراهيم باشا الذي أصطحب معه في طريق عودته عدداً من أفراد الأسرتين آل سعود وآل الشيخ، وقد غادر بعضاً منهم إلى المناطق النائية في جنوب نجد، أو الجهات القريبة من عمان، وكانت فاطمة من بين هؤلاء حيث خرجت بصحبة أبن أخيها علي بن حسين من الدرعية إلى رأس الخيمة نظراً للارتباط السياسي الذي كان قائماً بين الدرعية ورأس الخيمة، وبعد هجوم البريطانيين على قواسم رأس الخيمة خرج منها علي وعمته فاطمة متوجهين إلى عمان، ولذلك أُطلق عليها صاحبة الهجرتين، وقد عملت في عمان على نشر العقيدة السلفية بين العمانيين طوال فترة إقامتها، وعندما استقرت أحوال نجد بتأسيس الدولة السعودية الثانية على يد الإمام تركي بن عبدالله (1240-1249هـ - 1834-1825م) عادت إلى الرياض مع ابن اخيها.[3]

## وفاتها
توفيت في الرياض، ودُفنت في مقبرة العود.

## انظر ايضاً
- محمد بن عبدالوهاب
- طرفة بنت عبدالله بن عبداللطيف آل الشيخ
- موضي بنت عبدالله بن حمد البسام

## وصلات خارجية
- فاطمة بنت عبد الوهاب ورثت عن أبيها العلم وحب الدعوة. نسخة محفوظة 13 نوفمبر 2018 على موقع واي باك مشين.